# Cogito, ergo sum
Cogito, ergo sum (latin för "Jag tänker, alltså finns jag") är en sats som den franske filosofen René Descartes tog till utgångspunkt vid utvecklingen av sitt filosofiska system och som han formulerade på sitt modersmål franska, Je pense, donc je suis.
I sin jakt på en verklighetsbild som enbart bestod av helt säker kunskap tvingades Descartes förkasta allt han ditintills hade trott på som var det minsta osäkert. Till slut insåg han att eftersom han kunde resa detta tvivel måste han vara en tänkande varelse. Han menade sedan att eftersom tankar kräver en tänkare måste han själv därmed existera. Därav formulerade han denna sats. Denna sats utgjorde ett fundament (satsen är ifrågasatt i några aspekter, se nedan) för Descartes att bygga vidare utifrån.
Enligt Descartes var denna sats den enda kunskap som man kunde vara helt säker på. På det sättet kritiserade han såväl religiösa idealister som empiriska pragmatiker, eftersom båda dessa verkade utifrån en lång rad antaganden som i sig inte kunnat bevisas. Framförallt var det också ett uttryck för hans förkastande av blind tro på historiska auktoriteter. 
Descartes hävdade dock att vissa uppfattningar i ljuset av cogito, ergo sum är mer rimliga än andra. Eftersom vi vet att vi själva existerar – att det alltså utgör en sanning – kan vi också veta att det finns saker som är sanna och falska. Vi kan också vara säkra på att det finns en inre och yttre verklighet, att vi som subjekt existerar i relation till objekt, och att den yttre verkligheten existerar oberoende av våra subjektiva önskningar och vilja. Eftersom cogito, ergo sum är en självklar sanning, kan vi också utgå ifrån att den eller det som skapat oss har ärliga avsikter. Med cogito, ergo sum som ett slags grundaxiom kunde Descartes bygga upp en rationalistisk världsbild som fjärmade sig från medeltidens vidskeplighet och dogmatism, och pekade fram mot den moderna vetenskapliga världsbilden.
Satsen ingår i Descartes bok Discours de la méthode pour bien conduire sa raison et chercher la vérité dans les sciences ("Avhandling om metoden") som gavs ut 1637.
Kritiker menar att satsen förutsätter två sanningar som inte bevisats genom Descartes systematiska tvivel: att tankar måste ha en tänkare och att det var Descartes själv som tänkte sina tankar. I så fall är det mesta som kan sägas att "det finns tankar".